# Wall of Sound

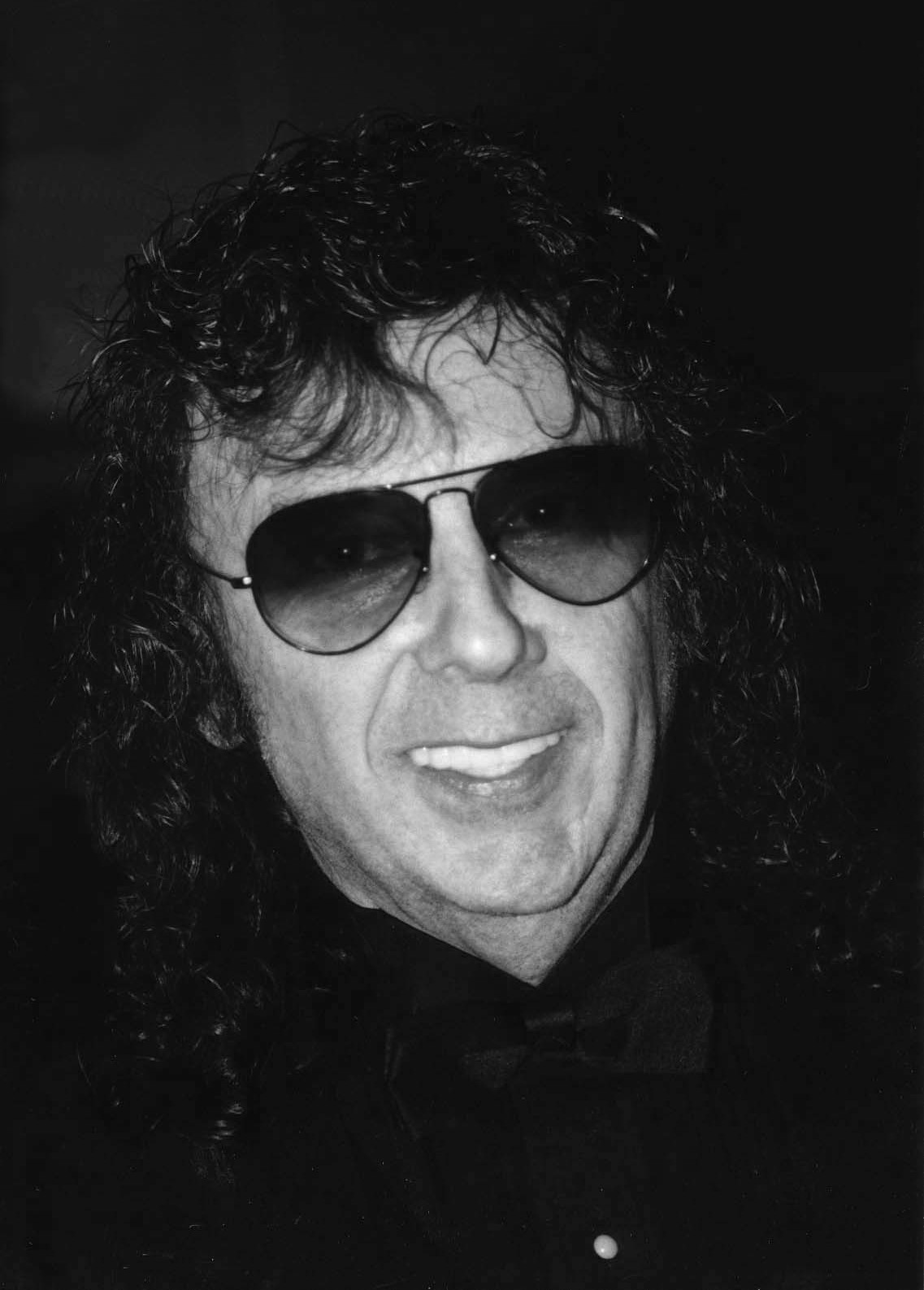
Phil Spector

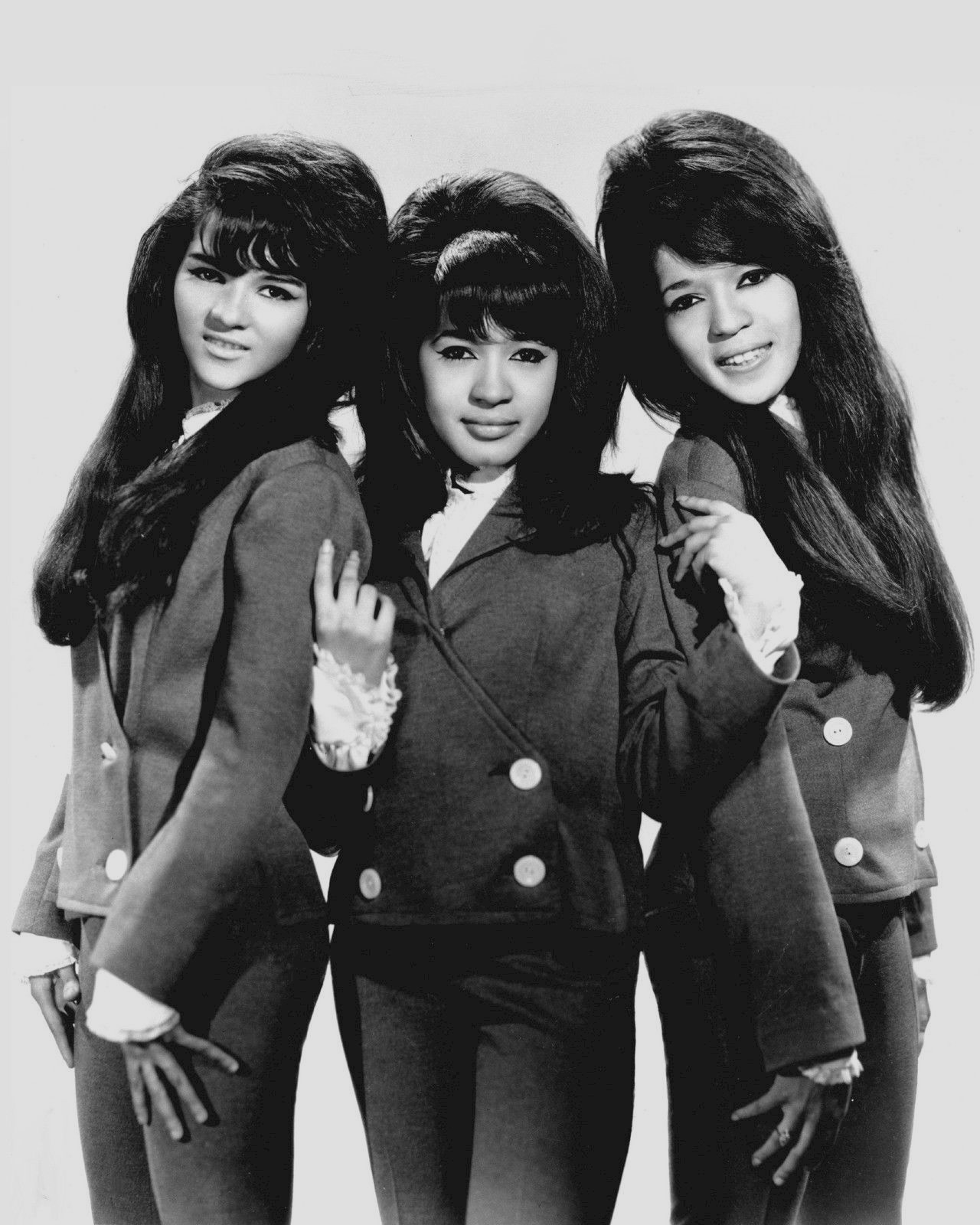
The Ronettes, uno dei diversi gruppi femminili per cui Spector ha prodotto musica nella metà degli anni '60.

Il Wall of Sound (chiamato anche Spector Sound) è una tecnica di produzione musicale utilizzata nelle registrazioni di musica pop e rock, sviluppata durante i primi anni 1960 dal produttore discografico Phil Spector presso i Gold Star Studios di Los Angeles,  con l'assistenza dell'ingegnere Larry Levine e del conglomerato di musicisti di sessione poi noto come "the Wrecking Crew".
L'intenzione era quella di sfruttare le possibilità della registrazione in studio per creare sonorità insolitamente dense per avere un ottimo rendimento attraverso le radio e i jukebox dell'epoca. 

## Storia
Noto nell'ambiente musicale per la sua forte personalità e le idee poco convenzionali riguardo alle tecniche di registrazione, grazie anche all'elaborazione di questo stile Spector riuscì a trasformare le canzoni in mini-sinfonie, conferendo al produttore un ruolo compositivo almeno pari a quello dell'autore. Spector spiegò nel 1964: "Stavo cercando un suono, un suono così forte che anche se il materiale non fosse stato il massimo, il suono avrebbe supportato il disco. Si trattava di aumentare, aumentare. Tutto si incastrava come un puzzle"
Per ottenere il Wall of Sound, gli arrangiamenti di Spector richiedevano grandi ensemble, in aggiunta alla classica strumentazione basso-chitarra-batteria, strumenti tipici della musica orchestrale quali archi, ottoni, triangoli, timpani e percussioni che mai, in precedenza, erano stati utilizzati nella musica pop e che venivano registrati e poi sovrapposti, raddoppiandoli e triplicandoli per ottenere un suono più ricco e denso, quasi ad avvolgere l'ascoltatore in una massa sonora continua e che lo stesso Spector amava definire "un approccio wagneriano al rock & roll: piccole sinfonie per i bambini". 
Per esempio, Spector spesso duplicava una parte suonata da un pianoforte con un pianoforte elettrico e un clavicembalo, i tre strumenti sarebbero stati poi indistinguibili per l'ascoltatore.
A queste tecniche veniva poi ad aggiungersi un particolare utilizzo della camera dell'eco, per arricchire con effetti di riverbero, La combinazione di grandi ensemble con effetti di riverbero portava all'aumento della potenza audio ottenendo risultati simili alla compressione.
Una delle canzoni esemplificatrici dell'utilizzo del Wall of Sound è sicuramente Be My Baby, scritta nel 1963 da Jeff Barry ed Ellie Greenwich ed interpretata dalle Ronettes, ampiamente considerata come una delle più belle canzoni pop di tutti i tempi e quintessenza dello stile di Spector. Altri esempi sono la versione (sempre delle Ronettes) del classico Sleigh Ride, Da Doo Ron Ron, scritta sempre dalla coppia Barry-Greenwich e cantata dalle Crystals e poi alcuni lavori di band come Beach Boys e Rolling Stones, come pure Death of a Ladies Man, l'album di Leonard Cohen uscito nel 1977. I Beatles lo vollero per il loro album Let it be, ma il suo operato si rivelò controverso e non apprezzato soprattutto da Paul McCartney, il quale si era sempre detto molto insoddisfatto del risultato di Let It Be e di The Long and Winding Road, quest’ultima appesantita da Spector con orchestrazioni e cori senza che l’autore fosse stato consultato. Il termine Wall of Sound fu coniato durante la lavorazione del brano You've lost that lovin' feelin'  dei The Righteous Brothers da parte di Andrew Loog Oldham.